# Championnat d'Haïti de football 2000
Navigation
Saison précédente Saison suivante
La saison 2000 du Championnat d'Haïti de football est la onzième édition de la première division à Haïti. Les seize meilleures équipes du pays sont regroupées au sein d’une poule unique où elles s’affrontent à deux reprises, à domicile et à l’extérieur. En fin de saison, les deux derniers du classement sont relégués et remplacés par les deux meilleures équipes de Division 2, la deuxième division haïtienne.
C'est le Racing Club Haïtien qui remporte la compétition cette saison après avoir terminé en tête du classement final, avec cinq points d'avance sur Roulado FC et huit sur le tenant du titre, Violette AC. C'est le neuvième titre de champion d'Haïti de l'histoire du club.

## Les clubs participants
| - Violette AC - Carioca Port-au-Prince - AS Cavaly - FICA - AS Capoise - Don Bosco FC - Roulado FC - Valencia Léogâne | - Baltimore SC - Racing Gonaïves - Aigle Noir AC - Tempête FC - AS Grand-Goâve - Racing Club Haïtien - Topez FC - Promu de Division 2 - Zénith Cap-Haïtien - Promu de Division 2 |

## Compétition
Le barème de points servant à établir le classement se décompose ainsi :
- Victoire : 3 points
- Match nul : 1 point
- Défaite : 0 point

### Classement
| Rang | Équipe                 | Pts | J  | G  | N  | P  | Bp | Bc | Diff |
| ---- | ---------------------- | --- | -- | -- | -- | -- | -- | -- | ---- |
| 1    | Racing Club Haïtien    | 60  | 30 | 18 | 6  | 6  | 55 | 29 | +26  |
| 2    | Roulado FC             | 55  | 30 | 15 | 10 | 5  | 48 | 21 | +27  |
| 3    | Violette ACT           | 52  | 30 | 15 | 7  | 8  | 44 | 21 | +23  |
| 4    | Baltimore SC           | 51  | 30 | 13 | 12 | 5  | 34 | 17 | +17  |
| 5    | FICA                   | 47  | 30 | 13 | 8  | 9  | 34 | 20 | +14  |
| 6    | Carioca Port-au-Prince | 46  | 30 | 12 | 10 | 8  | 46 | 26 | +20  |
| 7    | Zénith Cap-HaïtienP    | 42  | 30 | 10 | 12 | 8  | 33 | 24 | +9   |
| 8    | AS Capoise             | 42  | 30 | 10 | 12 | 8  | 24 | 22 | +2   |
| 9    | AS Cavaly              | 41  | 30 | 10 | 11 | 9  | 35 | 29 | +6   |
| 10   | Valencia Léogâne       | 40  | 30 | 10 | 10 | 10 | 23 | 26 | -3   |
| 11   | Don Bosco FC           | 38  | 30 | 10 | 8  | 12 | 26 | 30 | -4   |
| 12   | Racing Gonaïves        | 33  | 30 | 8  | 9  | 13 | 29 | 40 | -11  |
| 13   | Aigle Noir AC          | 31  | 30 | 9  | 6  | 15 | 28 | 49 | -21  |
| 14   | Tempête FC             | 31  | 30 | 7  | 10 | 13 | 25 | 47 | -22  |
| 15   | AS Grand-Goâve         | 27  | 30 | 5  | 12 | 13 | 14 | 37 | -23  |
| 16   | Topez FCP              | 8   | 30 | 1  | 5  | 24 | 6  | 66 | -60  |

|  | Qualification pour la CFU Club Championship 2001 |
|  | Relégation en Division 2                         |
|  | T : Tenant du titre P : Promu de Division 2      |

## Bilan de la saison
| Championnat d'Haïti de football 2000 |                                |
| Champion                             | Racing Club Haïtien (9e titre) |
| Qualifications continentales         |                                |
| CFU Club Championship 2001           | Racing Club Haïtien            |
| CFU Club Championship 2001           | Roulado FC                     |
| Promotions et relégations            |                                |
| Promus en Division 1                 | Dynamite Saint-Marc            |
| Promus en Division 1                 | Amateur Port-au-Prince         |
| Relégués en Division 2               | AS Grand-Goâve                 |
| Relégués en Division 2               | Topez FC                       |